# Tom Palmer (animateur)
Pour les articles homonymes, voir Tom Palmer et Palmer.
Tom (Pipolo) Palmer était un animateur, réalisateur et scénariste américain, d'origine italienne, ayant collaboré à plusieurs courts métrages produits par Walt Disney dans les années 1930 après un court passage chez Walter Lantz Productions.

## Filmographie
- 1930 : Cannibal Capers
- 1930 : Frolicking Fish
- 1930 : Midnight in a Toy Shop
- 1930 : Nuit (Night)
- 1930 : Monkey Melodies
- 1930 : Winter
- 1930 : Playful Pan
- 1931 : Woody goguenarde (Birds of a Feather)
- 1931 : Les Chansons de la mère l'oie (Mother Goose Melodies)
- 1931 : En plein boulot (The Busy Beavers)